# Synode van Aken
In de vroege zomer van 799 kwam  - onder impuls van Karel de Grote  - de derde synode over het adoptianisme samen in Aken.
Leidrad, bisschop van Lyon en tevens de diplomatieke vertegenwoordiger van Karel de Grote in deze zaak, leverde de koninklijk aanmaning aan  de adoptianist bisschop Felix af in Urgel, met de garantie dat hij vrij zou kunnen spreken en zijn schriftelijke voorbereiding mocht gebruiken : het zou dus een rationele discussie worden en geen hoorzitting. Deze debatcultuur was in de vroege Middeleeuwen niet ongewoon.
Als verdediger van het adoptianisme hield Felix van Urgell, bisschop van Urgell, een onderbouwd betoog: hij zette zijn ideeën zorgvuldig uiteen waarom Jezus slechts een mens geweest kon zijn. Deze stelling ondersteunde hij met redelijke argumenten en met uitspraken van de kerkvaders. Felix had een bisschop bij zich , van wie al spoedig gezegd werd dat hij nog slimmer dan zijn meester was, en beiden verdedigden zich door zich te beroepen op de kerkvaders.
De tegenrede werd gegeven door Alcuinus, bijgestaan door de Frankische patriarch van Aquileja.
Het duurde zes dagen van argumenteren vooraleer Felix zijn 'dwaling' toegaf, door op te merken dat veel van de uitspraken van de kerkvaders die tegen hem gebruikt werden, hem onbekend waren. Alcuinus nam in het protocol op dat Felix hem met klagende stem de woorden van de heilige Cyrillus had nagezegd : De door de duivel verleide menselijke natuur wordt boven de Engelen verheven en om der wille van onze Verlosser Jezus Christus aan Gods rechterhand geplaatst worden. Onder een stroom van tranen en zuchten zou Felix bezweken zijn.
Op Karel de Grotes bevel moest Felix met zijn handtekening bevestigen dat hij zonder iedere vorm van geweld, slechts door de macht van de rede bekeerd was en dit uit volle overtuiging. Omdat Karel de Grote nog niet overtuigd was van zijn oprechtheid, liet hij hem door Leidrad  levenslang in hechtenis houden in Lyon. Hier stierf hij enkele jaren na Karel de Grote, zonder ooit nog naar Spanje te zijn teruggekeerd.
Elke partij heeft zijn eigen verslag hiervan gepubliceerd : de Confessio fidei (adoptianisme)  en de Vita Alcuini (orthodoxie).